# SN 2003fh
SN 2003fh – supernowa typu Ia odkryta 24 kwietnia 2003 roku w galaktyce A142135+5231. W momencie odkrycia miała maksymalną jasność 23,20m.